# وقار (آلبوم هیلاری داف)
وقار (به انگلیسی: Dignity) چهارمین آلبوم استودیویی خواننده آمریکایی هیلاری داف است که در ۲۱ مارس ۲۰۰۷ منتشر شد.

## آهنگ ها
| اسم              | اسم انگلیسی        | شمارهٔ آهنگ | مدت زمان |
| ---------------- | ------------------ | ---------- | -------- |
| غریبه            | Stranger           | ۱          | ۴:۱۱     |
| وقار             | Dignity            | ۲          | ۳:۱۳     |
| با عشق           | With love          | ۳          | ۲:۵۴     |
| خطر              | Danger             | ۴          | ۳:۳۱     |
| زن کولی          | Gypsy woman        | ۵          | ۳:۱۴     |
| هرگز صبر نکن     | Never Stop         | ۶          | ۳:۱۳     |
| کار نه! فقط بازی | No work all play   | ۷          | ۴:۱۷     |
| بین من و تو      | Between you and me | ۸          | ۳:۰۵     |
| خیال پرداز       | Dreamer            | ۹          | ۳:۱۱     |
| شاد              | Happy              | ۱۰         | ۳:۲۸     |
| سوخته            | Burned             | ۱۱         | ۳:۲۲     |
| بیرون از تو      | Outside of you     | ۱۲         | ۴:۰۴     |
| من آرزو می‌کنم    | I wish             | ۱۳         | ۳:۵۱     |
| بازی با آتش      | Play with fire     | ۱۴         | ۲:۲۹     |